# CIRCUS ACTION
《CIRCUS ACTION》是台灣藝人組合CIRCUS於2005年起在Channel V 娛樂台開播的節目，每星期播放一集。節目播至第四季已播畢。节目旁白初期為配音員劉傑，後為CIRCUS成員林家緯（小馬）、萧秉治。
CIRCUS ACTION第三季節目前七集主題為「Go Rock Boyz!走唱少年」，主要內容是由CIRCUS四人和助理〈九牛、一毛〉一起在八、九月做的「Go Rock Boyz!走唱少年」內容，開著改裝電子花車環島表演賺取旅費，主題曲《GO ROCK BOYZ》由旺福樂團的小民填詞，目標是為了進台北小巨蛋辦盛大演唱會。
CIRCUS ACTION第四季節目主題為「熱血巴士」，事前挑選三十名熱血並擁有夢想的青年人，與CIRCUS一起環島，終點為嘉明湖。最後勝出者可得到CIRCUS夢想基金所頒發之十萬新台幣，與CIRCUS一起實現其夢想。CIRCUS每人有一面免死金牌，用於救被淘汰者使他們不用被淘汰，可以繼續留在熱血巴士上與CIRCUS繼續一起熱血。於節目中，一集大約會有三次淘汰賽，每次淘汰賽會淘汰一人以上，有時則沒有人被淘汰（見下表）。四面免死金牌中用了三面，最後一面被CIRCUS毀掉。 
而本節目參加者之服飾由OUTER SPACE提供。 
在最後一節節目中，會播放Circus樂團成立的過程，即熱血巴士節目只會在首三節中播放。

### CIRCUS Action 1
- CIRCUS尿尿馬拉松
- CIRCUS搭便車
- CIRCUS宅急便
- CIRCUS父親節獻禮
- CIRCUS小強Don't Go(上)
- CIRCUS小強趴趴走(下)
- CIRCUS大便先生Mr.Shit
- CIRCUS夏日三部曲(上)
- CIRCUS開運(下)
- CIRCUS城市運動會
- CIRCUS野蠻遊戲(上)
- CIRCUS野蠻遊戲(中)
- CIRCUS野蠻遊戲（下）
- CIRCUS精采大回顧About Circus

### Circus Action 2
- CIRCUS 2000元環島之旅1
- CIRCUS 2000元環島之旅2
- CIRCUS 2000元環島之旅3
- CIRCUS 2000元環島之旅4
- CIRCUS回收大賽
- CIRCUS娘娘腔運動會
- CIRCUS處男歷險記
- CIRCUS我愛黑澀會
- CIRCUS野蠻遊戲藝人版
- CIRCUS野蠻遊戲<二>
- 環島全紀錄(2000元環島之旅)
- 大家好我們是CIRCUS

### Circus Action 3
- CIRCUS走唱少年1(GoRockBoys)
- CIRCUS走唱少年2
- CIRCUS走唱少年3
- CIRCUS走唱少年4
- CIRCUS走唱少年5
- CIRCUS走唱少年6
- CIRCUS走唱少年7
- CIRCUS告別單身派對
- CIRCUS尋寶歷險
- CIRCUS野蠻遊戲<三>
- CIRCUS印度大暴走(上)
- CIRCUS印度大暴走(下)
- CIRCUS ACTION3最終章

### Circus Action 4
- 01 綠豆長大大淘汰賽+神明指定淘汰賽+謊報體重淘汰賽
- 02 謊報體重淘汰賽+減肥試煉淘汰賽+借貴重物品淘汰賽
- 03 借貴重物品淘汰賽(續)+減肥試煉淘汰賽(續)+暖暖包淘汰賽
- 04 鬼域淘汰賽+腳底接摩淘汰賽+屁屁淘汰賽
- 05 屁屁淘汰賽(續)+男女基測淘汰賽[國文背書賽+好笑造句賽+即席演講+英文單字測驗+健康教育測驗+地球科學測驗]
- 06 男女基測淘汰賽(續)+合唱淘汰賽
- 07 合唱淘汰賽(續)
- 08 走唱舞蹈淘汰賽
- 09 綠豆長大大淘汰賽(續)+九族原住民生死鬥[原住民語言測驗+熱氣球吐吐賽+馬雅探險含水賽+原住民織布賽+排灣族刺福球賽]
- 10 鼻子夾夾樂淘汰賽+尿尿馬拉松淘汰賽

- 11 尿尿馬拉松淘汰賽(續)+人體素描淘汰賽
- 12 人體素描淘汰賽(續)+齒痕咬咬樂淘汰賽
- 13 爬樓梯淘汰賽
- 14 RapBattle積分賽+CIRCUS疊疊樂積分賽+放天燈積分賽+打字積分賽+急智歌王積分賽
- 15 急智歌王積分賽(續)+魔術方塊積分賽+拼圖積分賽+愛的吶喊分貝積分賽
- 16 千元極限積分賽+腦筋急轉彎積分賽+夾娃娃積分賽+釣蝦積分賽+馬拉桑積分賽
- 17 爬山山計步淘汰賽
- 18 於嘉明湖划橡皮艇之冠軍爭霸賽
- 19 熱血小雨傘夏日祭
- 20 泰國大暴走(上)
- 21 泰國大暴走(下)
- CIRCUS搖滾樂隊 1-19